# Sphaerodactylus nigropunctatus
Sphaerodactylus nigropunctatus är en ödleart som beskrevs av  Gray 1845. Sphaerodactylus nigropunctatus ingår i släktet Sphaerodactylus och familjen geckoödlor.

## Underarter
Arten delas in i följande underarter:
- S. n. alayoi
- S. n. atessares
- S. n. decoratus
- S. n. flavicauda
- S. n. gibbus
- S. n. granti
- S. n. lissodesmus
- S. n. ocujal
- S. n. porrasi
- S. n. strategus